# アイスランドの魔女裁判
当時デンマーク領であったため、アイスランドの魔女裁判（アイスランドのまじょさいばん）はデンマーク当局によって行われた。彼らは17世紀のデンマークの魔術禁止令と同様に魔術があるものと信じて魔女裁判を行ったが、その後迫害をやめた。ラトビアとエストニアの魔女裁判の事例と同様に、魔女裁判はキリスト教の影響力が弱い地域に対して、宗教的な社会規範を確保するために外国の上流階級によって導入された。アイスランドはヨーロッパでは珍しく魔術を好意的に評価しており、処刑された者のほとんどが男性であった。これと同様であったのはフィンランドの魔女裁判だけだった。

## 歴史

### アイスランドの魔法観
アイスランドでは一般的な民間信仰において魔術と超自然的な力が重要な役割を果たしていた。それらは2つに区分され、1つ目はガルドラ（galdra）の使い手が魔術の記号であるガルドラスタヴィル（galdrastafir）、魔術書、ルーン文字あるいは口頭呪文の助けを借りて行うガルドゥル（galdur）で、良い（白い）呪文と悪い（黒い）呪文があった。2つ目はフィヨルキンギ（fjölkynngi）でガルドゥルを正しく管理し使うために必要な未知の知識や知恵を指すが、いずれも一方がなくても存続できた。こうした魔法に対する見方は古い北欧文化の一部であり、他の北欧諸国に比して、キリスト教化後もそのまま生き残った。

### 最初の報告
魔術に対する迫害はアイスランドの宗教改革後、宗教的習慣の順守を確立するため1564年に布告された全ての廷吏にあらゆる形態の異端信仰を当局へ報告するよう命じる法令の発令後に始まった 。
にもかかわらず16世紀のアイスランドの魔女裁判は古い魔術の定義に基づいて行われた。この定義では魔術は悪魔と何ら関係なく、黒魔術であるか白魔術であるかで分類された。黒魔術は他者を傷つけた場合のみ罰するものとみなされ、その場合も死刑に処されることはなかった。
16世紀におけるアイスランドの魔術事件の典型例は、1554年に黒魔術あるいは悪しきガルドルを使って少女を誘惑して性交しようと試みた罰として失職し亡命した聖職者の事件だった。
1589年にアイスランドの住民の間ではキリスト教の力が弱かったために、単にキリスト教の悪魔は信じられず結果としてサタンはアイスランド人の想像力の中では極めて小さな役割しか果たしていなかったと報告された。

### デンマークの影響による魔女狩り
国際的なキリスト教の悪魔学と、魔法をサタンと結びつけ魔術師は悪魔と契約して魔術を習得した魔女とするキリスト教の定義は、17世紀にデンマーク人の、あるいはデンマークで教育を受けた聖職者によってアイスランドに導入された。
悪魔信仰およびキリスト教における魔術の定義は、1627年にグドムンドゥル・エイナルソン(Gudmundur Einarsson)によって出版された最初の魔術書と、1630年のパル・ビョルンソン（Pall Björnsson）による "Characther Bestiae" 、そして1630年にデンマークがアイスランドに導入した1617年のデンマーク魔術禁止令によって定められた。最初にもっとも注目を集めた事件はヨウン・ログンヴァルソンの事件だった。
1604年から1720年の間に、120件の魔女裁判が行われ、1625年から1685年の間に確認されただけで22回の処刑が行われた。迫害が最も激しかったのは1667年から1685年の間であった。

## 男性優位
アイスランドの魔女裁判は、ヨーロッパでは珍しいことにほとんどが男性を対象としたものだった。アイスランドで魔術を理由に処刑された22人中20人が男性で、女性は2名だけだった。うち1人（魔女マンガ）が処刑されたかどうかは不確かで、確実に処刑されたのはスルーリズル・オーラフスドッティルだけである。
裁かれたほとんどが男性だった理由は、アイスランド社会で公然と行われていた魔術が男性と結び付けられるようになっていたという事実によるものだった。キリスト教以前、魔術を行うのは女性だったが、中世カトリックの時代には、この様相はアイスランドの修道院やラテン語学校に受け入れられたのがほとんど男性であり、彼らの読み書きの能力がフィヨルキンギを達成するよい機会を得たことによって変化した。
こうした男性は敬意を表してクンナットマドゥル（kunnáttumadur「賢い男」あるいは「狡猾な男」）と呼ばれ、彼らの多くは有名な碩学のヨウン・グズムンドソン（1574年 - 1658年）のように人々の英雄だった。言い伝えによると、彼はバーバリーの奴隷船からの攻撃をガルドルを使って撃退し、1630年代の魔女狩りを何とか生き延びたといわれる。

### 終焉
1683年に処刑されたスヴェン・アーナソンが、アイスランドの魔女裁判で処刑された最後の人物になった。デンマークで魔術を理由とする全ての死刑判決は執行前にコペンハーゲンの高等裁判所によって追認されるべきとする新しい法律が可決され、コペンハーゲンは今後こうした判決を追認することを拒否するとしたため、1686年以降、アイスランドでは全ての魔女の処刑が中止された。